# Ecnomus aigeus
Ecnomus aigeus är en nattsländeart som beskrevs av Malicky 1997. Ecnomus aigeus ingår i släktet Ecnomus och familjen trattnattsländor. Inga underarter finns listade i Catalogue of Life.